# قاسم‌آباد خانلرخان
قاسم‌آباد خانلرخان یکی از روستاهای شهرستان شاهرود در استان سمنان ایران است.
این روستا در دهستان خرقان در بخش بسطام جای دارد. جمعیت روستای قاسم‌آباد خانلرخان بر پایه نتایج سرشماری سال ۱۳۸۵ برابر با ۳۹۸ نفر (۱۱۸ خانوار) بوده است.